# マリッツ反乱

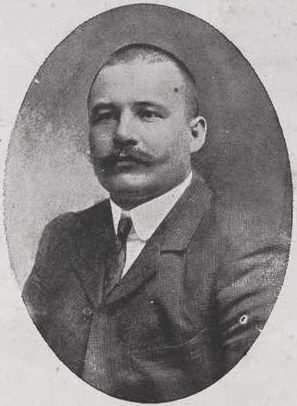
反乱の首謀者サロモン・マリッツ

マリッツ反乱（マリッツはんらん、英: Maritz Rebellion、ブール反乱（ボーア反乱、Boer Revolt）あるいは5シリング反乱（Five Shilling Rebellion）とも呼ばれる）は、第一次世界大戦が勃発した1914年に、南アフリカにおいて、かつてのブール人共和国再興を支持するブール人が南アフリカ政府に対して蜂起した反乱。
政府軍の多くは、自身が12年前の第二次ボーア戦争でマリッツと共にイギリス帝国と戦った元ブール人だった。
反乱は失敗し、首謀者は重い罰金と禁固刑を受けた（が、1-2年後には釈放された）。

## 背景
1902年、第二次ボーア戦争が終結すると、すべてのブール人兵士は講和条約を遵守する旨の誓約書に署名を求められた。デネイス・レイツはじめ数人はそれを拒否し、南アフリカから追放された。その後の10年間、多くは故郷に帰ったが、全員が帰ると同時に仕事に就けたわけではなかった。ボーア戦争において最後まで戦いつづけたボーア人は「不屈の人」（bitter-enders）として知られた。反乱の頃には、上記誓約を行わず、新しい戦争が始まるのを待っていた人々も「不屈の人」として知られるようになった。
元ボーア人将軍ジェームズ・バリー・ミューニック・ヘルツォークへインタビューを行ったドイツ人ジャーナリストは、「テークリヒェ・ルンドシャウ」（Tägliche Rundschau）紙で次のように書いた。「ヘルツォークはブール人による3年間の戦いの結果、イギリスがヨーロッパ列強との戦争に巻き込まれればすぐに、南アフリカ共和国全体に彼らの自由が舞い込んでくると思っている。」
アイルランドナショナリストの言葉「イギリスの不幸はアイルランドの好機」（"England's misfortune is Ireland's opportunity"）の「アイルランド」を「不屈の人」に置き換え、「不屈の人」々とその支持者は第一次世界大戦の勃発を好機ととらえた（イギリス帝国の敵であるドイツ帝国は彼らの古くからの支援者だった）。

## 第一次世界大戦勃発
1914年8月のヨーロッパでの戦争勃発はかなり以前から予想されており、南アフリカ連邦政府は南西アフリカのドイツ植民地と境界線を接していることの重要性をよく分かっていた。南アフリカ首相ルイス・ボータはロンドンに対し、南アフリカは自身を守れること、および駐留イギリス軍をフランスに送ることが出来ることを伝えた。イギリス政府がボータに対しドイツ領南西アフリカに侵攻できるか尋ねたところ、ボータは南アフリカはそれが出来るし、そうするだろうと返答した。
1914年9月初旬、南アフリカ連邦軍はヘンリー・ルーキン司令官とサロモン（マニー）・マリッツ中佐指揮の下、両国国境沿いに動員された。その後まもなく、別の部隊がリューデリッツ港を占領した。

## 反乱
南アフリカ政府がドイツ植民地侵攻を表明したとき、南アフリカ国防軍最高司令官クリスティアーン・ベイヤースは（それに反対して）辞任し、ボーア戦争中に行われた残虐行為に言及した。「戦争がドイツ人の『残虐性』に対して行われるというのは残念なことである。我々は許したが、南アフリカでの戦争中に我々の国で行われた残虐行為のすべてを忘れたわけではない。」
この問題について議会で政府を支持することを拒否した指名上院議員コース・デ・ラ・レイ将軍はベイヤースのもとを訪れた。9月15日、彼らは共にポチェフストルームのJ.C.G.ケンプ少佐を訪れるために出発した。ケンプは大量の武器と訓練を終えたばかりの2,000名の部隊を擁しており、その多くは反乱の考えに同調すると考えられていた。
南アフリカ政府は彼らのポチェフストルーム訪問の目的が何であったかは知らなかったが、反乱に関する政府青書で述べられているところでは、それが反乱を扇動する企てであると考えていた。ベイヤースによれば、それは政府の方針に反対する軍指導者の一斉辞任計画を打ち合わせるためで、イギリスで2年前に発生したアイルランド地方自治法案(en）をめぐるカラフ事件（Curragh incident）を模したものだった。
デ・ラ・レイはその打ち合わせに向かう途中、フォスター・ギャング（当時南アフリカで活動していた犯罪組織）を探し出すために設置されていたバリケードにいた警官から偶然撃たれた。しかし、彼の葬式では多くのブール人ナショナリストが政府による暗殺だという噂を信じ続け、火に油を注いだ。これはシーネル・ファン・レンスブルフと彼の議論を呼ぶ予言によりさらに煽られる結果となった。
一方、ベイヤース辞任後、ケープ州北西部のドイツ領南西アフリカとの国境に展開していた南ア軍（指揮官はマニー・マリッツ中佐）に不穏な動きがあるという報告が政府に届いた。政府は直ちにコンラード・ブリッツ大佐を後任とするよう手配した。ブリッツはマリッツに出頭して報告するよう伝達したが、マリッツは誰にも報告するつもりはないと返答した。ブリッツはベン・バウワー少佐をマリッツの元へ派遣した。バウワーと彼の中隊がマリッツの元に到着すると、部隊共々マリッツに逮捕された。マリッツはバウワーだけを釈放し、ドイツ領南西アフリカの協力を得ていることを話し、大量の武器弾薬があるところを見せ、ドイツ軍を南アフリカに導き入れることによって南アフリカを解放することに自信を示した。
マリッツは、暫定政府に代わり次の宣言を行った。
| 「 | ケープ州およびナタールのみならず、かつての南アフリカ共和国およびオラニエ自由国はイギリスの支配から脱し独立することを宣言し、これら地域に居住する、または国籍を持つすべての白人は自らの手で武器を取り、南アフリカの自由と独立のために長い間大切にしてきた理想を実現することをここに求める。 | 」 |

また、ベイヤース、クリスティアーン・デ・ヴェト、マリッツ、ケンプおよびベズイデンホウトがこの暫定政府の指導者となることになっていると発表された。マリッツの部隊はアピントン地区のケイモースを占領した。デ・ヴェトに指揮されたライデンブルグコマンドー隊はハイルブロンの街を支配下に置き、列車を襲い、政府の貯蔵品および弾薬を鹵獲した。この地区の何人かの市民代表者が彼の部隊に加わり、その週末には3,000名の部隊となった。ベイヤースもまたマガリースベルグ山地で兵を集め、合計で12,000名の反乱軍が再集結した。
1914年10月14日、政府は戒厳令を布告、ルイス・ボータ指揮下の政府に忠誠を誓わせ、ヤン・スマッツは反乱の鎮圧を開始した。10月24日、マリッツは敗北し、ドイツ領に逃れた。10月28日、ベイヤースのコマンドー隊はCommissioners Driftで攻撃され、散り散りになった。その後ベイヤースはケンプと合流したが11月8日にバール川で溺死した。デ・ヴェトはベチュアナランドで捕縛され、ケンプはカラハリ砂漠を一ヶ月かけて1,100km縦断し、ケンプのコマンドー隊は800名中300名と馬のほとんどを失い、ドイツ領南西アフリカでマリッツと合流したが、約1週間後に南アフリカへ戻り1915年2月4日に投降した。

## 余波
マリッツ反乱鎮圧後、南アフリカ軍はドイツ領南西アフリカ侵攻作戦を続行し1915年7月までに征服した（アフリカ戦線 (第一次世界大戦)参照)。
1916年のイースター蜂起においてアイルランド反乱軍首謀者が処刑されたのに対し、ブール人反乱軍首謀者は6-7年の禁固刑と2,000ポンド前後の罰金刑で済んだ。2年後、ルイス・ボータは和解の価値を認めたため彼らは釈放された。この後、「不屈の人」らは合法的活動に専念し、国民党を結成した。国民党は1940年代後期から南アフリカの政治を支配してアパルトヘイト政策を推進し、1990年代初頭にアパルトヘイト撤廃とともに与党の座を失った。